# Herbert Müller (racerförare)
Herbert Müller, född 10 maj 1940 i Reinach, Schweiz, död 24 maj 1981 på Nürburgring, Västtyskland, var en schweizisk racerförare.

## Racingkarriär
Müller tävlade framförallt inom sportvagnar, och han lyckades vinna Targa Florio med Porsche såväl 1966 som 1973. Han tävlade framförallt i VM och Le Mans, men gjorde även inhopp i Can-Am i Nordamerika. Müller avled i en våldsam krasch på Nürburgring 1981. Han hade inte spänt fast säkerhetsbältet i sin bil, och när han kolliderade med en annan förare slungades han in i fönstret, som fungerade som en giljotin som tog livet av honom av kraften smällen gav. Dessutom exploderade hans bränsletank så att det började brinna kraftfullt. Müller blev 41 år gammal.